# Maison de Bade
Pour les articles homonymes, voir Bade.
 (août 2024).
Si vous disposez d'ouvrages ou d'articles de référence ou si vous connaissez des sites web de qualité traitant du thème abordé ici, merci de compléter l'article en donnant les références utiles à sa vérifiabilité et en les liant à la section « Notes et références ».
La maison de Bade est une ligne cadette de la maison de Zähringen. Le premier margrave de Bade fut Hermann II, petit-fils de Berthold Ier, duc de Zähringen et de Carinthie ; il commença à régner en 1074, et prit le titre de margrave en 1112.
Ses États furent plusieurs fois partagés entre ses descendants, ce qui donna naissance à diverses branches. Hermann V de Bade-Bade et Henri Ier de Bade-Hachberg (fils de Hermann IV, petits-fils de Hermann III et arrière-petits-fils de Hermann II), par suite d'un partage qui eut lieu en 1190, devinrent la tige de deux lignes nouvelles, celles de :
- Bade-Bade,
- Bade-Hachberg.

## Bade-Hachberg
En 1290, la lignée Bade-Hachberg (alias Hochberg, Hochburg) fut elle-même partagée entre les deux fils d'Henri Ier. Henri III de Bade-Hachberg, fils d'Henri II et petit-fils d'Henri Ier de Bade, assura la continuité de la branche aînée de Hachberg (extinction en 1418 avec son arrière-petit-fils Othon II. Mais Albert de Bade, fils cadet de Charles Ier, sera margrave de Bade-Hachberg en 1475-1488, et la Bade-Hachberg renaîtra encore pour Jacques III et son fils Ernest-Jacques en 1584-1591), tandis que son frère Rodolphe Ier de Bade-Sausenberg prit la tête d'une nouvelle ligne, la Bade-Sausenberg (jusqu'à Philippe de Hochberg-Sausenberg comte de Neuchâtel, et sa fille Jeanne, épouse de Louis Ier d'Orléans duc de Longueville).

## Bade-Bade
En 1291, deux nouvelles lignées furent créées à partir de la ligne Bade-Bade :
- la ligne Bade-Pforzheim avec à sa tête, conjointement, Hermann VIII (fils sans postérité de Hesso de Bade-Bade ; il avait un demi-frère : Rodolphe-Hesso, sans postérité mâle mais avec une postérité féminine, sa fille Marguerite de Bade étant la femme de Frédéric III de Bade), et son cousin germain Rodolphe IV (fils de Hermann VII de Bade-Bade, lui-même frère de Hesso de Bade-Bade). Rodolphe V, fils cadet de Rodolphe IV et mari d'Adélaïde de Bade (sœur de Marguerite et fille de Rodolphe-Hesso), assumera la Bade-Pforzheim de 1348 jusqu'à sa mort sans postérité en 1361. La Bade-Pforzheim renaîtra en 1453-1458 pour le bienheureux Bernard II de Bade, fils cadet de Jacques Ier.
- la ligne Bade-Eberstein avec à sa tête Frédéric II, un autre fils de Hermann VII. Extinction en 1353 avec ses fils et petit-fils Hermann IX et Frédéric IV.

La continuité agnatique (masculine) de la ligne Bade-Bade fut assurée par Hermann VII de Bade-Bade, ses frères Hesso, Rodolphe II et Rodolphe III n'ayant pas eu de postérité mâle au-delà d'une génération.
En 1415, Bernard Ier de Bade-Bade (fils de Rodolphe VI et petit-fils de Frédéric III, lui-même fils aîné de Rodolphe IV) réunit le margraviat de Bade-Hochberg à ceux de Bade-Bade (Bade-Bade, Bade-Pforzheim et Bade-Eberstein). Seul le margraviat de Bade-Sausenberg reste indépendant.
En 1503, Christophe Ier de Bade-Bade, fils de Charles Ier et petit-fils de Jacques Ier, lui-même fils de Bernard Ier), qui régna de 1475 à 1515, réunit la plus grande partie des possessions de la maison de Bade sous le nom de Bade-Bade.
En 1515, Christophe Ier redistribue le margraviat de Bade-Bade entre ses trois fils :
- son fils aîné, Bernard III de Bade-Bade, prend la tête de la ligne Bade-Bade (que l'on nomme également ligne « Bernardine »).
- Son deuxième fils, Philippe Ier de Bade-Sponheim, prend la tête d'une nouvelle ligne, celle de Bade-Sponheim,  éteinte avec lui en 1533.
- Son troisième fils, Ernest de Bade-Durlach, prend la tête d'une nouvelle ligne, celle de Bade-Durlach (que l'on nomme également ligne « Ernestine »).

En 1537, la ligne Bade-Bade fut à nouveau divisée en deux lignes entre les fils de Bernard III de Bade-Bade : La nouvelle ligne Bade-Rodemarchern avec à sa tête Christophe II de Bade-Rodemarchern, et la continuité de la ligne Bade-Bade avec Philibert de Bade-Bade.
Enfin la ligne de Bade-Bade s'éteignit en 1771 avec Auguste-Georges de Bade-Bade, et tous les États de Bade furent réunis de nouveau sous un seul chef (Charles-Frédéric de Bade, fils de Frédéric de Bade-Durlach). En 1803, le margrave (Charles-Frédéric) reçut le titre de prince-électeur. En 1806, il adhéra à la confédération du Rhin et reçut de Napoléon Ier le titre de grand-duc avec augmentation de ses territoires. Après la bataille de Leipzig (1813), le grand-duché de Bade entra dans la Confédération germanique. En 1818, le grand-duc se vit obligé de donner une Constitution. Néanmoins, le pays fut en 1848 et 1849 le théâtre d'insurrections redoutables : la 2e ne put être réprimée que par l'intervention de la Prusse.

## Arbre généalogique
```
 
Hermann II
 (-1130), margrave de Bade (1112-1130)
X 
Judith d'Hohenberg
 (-1121)
│
└─> 
Hermann III
 (~1105-1160), margrave de Bade (1130-1160)
    X(1) 
Bertha de Lorraine
 (-1162)
    X(2) 
Marie de Bohême

    │
    └1> 
Hermann IV
 (1135-1190), margrave de Bade (1160-1190)
        X 
Berthe de Tübingen
 (-1169)
        │
        ├─> 
Hermann V
 (-1243), 
margrave de Bade-Bade
 (1190-1243)
        │   X 
Irmingarde Welf, Palatine du Rhin
 (~1200-1260)
        │   │
        │   ├─> 
Hermann VI
 (1225-1250), co-margrave de Bade-
Bade
 (1243-1250)
        │   │   X 
Gertrude d'Autriche-Babenberg
 (1226-1299)
        │   │   │
        │   │   └─> 
Frédéric 
I
er
 (1249-1268), co-margrave de Bade-Bade (1250-1268)
        │   │
        │   └─> 
Rodolphe 
I
er
 (1230-1288), co-margrave de Bade-Bade (1243-1268), margrave de Bade-Bade (1268-1288)
        │       X 
Cunégonde d'Eberstein
 (1230-1290), héritière de 
Pforzheim

        │       │
        │       ├─> 
Hesso
 (1268-1297), co-margrave de Bade-Bade (1288-1297)
        │       │   X(1) 
Claire de Klingen

        │       │   X(2) 
Irmengarde de Wurtemberg

        │       │   X(3) 
Adélaïde de Reineck
 (-1299)
        │       │   │
        │       │   ├1> 
Hermann VIII
 (-1353), co-margrave de Bade-
Pforzheim
 (1291-1300)
        │       │   │
        │       │   └3> 
Rodolphe-Hesso
 (-1335), co-margrave de Bade-Bade (1297-1332), margrave de Bade-Bade (1332-1335)
        │       │
        │       ├─> 
Rodolphe II
 (-1295), co-margrave de Bade-Bade (1288-1295)
        │       │   X 
Adélaïde d'Ochsenstein
 (-1314), nièce du 
roi
 
Rodolphe 
I
er

        │       │
        │       ├─> 
Rodolphe III
 (-1332), co-margrave de Bade-Bade (1288-1332)
        │       │   X 
Jutta/Gutta/Gertrude de Strassberg
 (-1327), fille d'Adélaïde d'Ochsenstein et de son 1er époux Bertold II de Strassberg
        │       │
        │       └─> 
Hermann VII
 (1266-1291), co-margrave de Bade-Bade (1288-1291)
        │           X Agnès de Truhendingen (probablement à 
Wassertrüdingen
) (-1309)
        │           │
        │           ├─> 
Frédéric II
 (-1333), margrave de Bade-
Eberstein
 (1291-1333)
        │           │   X Agnès de 
Weinsberg
 (-1320)
        │           │   │
        │           │   └─> 
Hermann IX
 (-1353), margrave de Bade-Eberstein (1333-1353)
        │           │
        │           └─> 
Rodolphe IV
 (-1348), co-margrave de Bade-
Pforzheim
 (1291-1300), margrave de Bade-Pforzheim (1300-1348)
        │               X Luitgarde 
de Bolanden
 (-1324)
        │               │
        │               ├─> 
Rodolphe V
 (-1361), margrave de Bade-Pforzheim (1348-1361), x Adélaïde dame de 
Belfort
, fille de 
Rodolphe-Hesso

        │               │
        │               └─> 
Frédéric III
 (1327-1353), margrave de Bade-Bade (1348-1353)
        │                   X Marguerite de Bade-Bade dame d'
Héricourt
, fille de 
Rodolphe-Hesso

        │                   │
        │                   └─> 
Rodolphe VI
 (-1372), margrave de Bade-Bade (1353-1372)
        │                       X Mathilde 
de Sponheim
 (-1407)
        │                       │
        │                       ├─> 
Rodolphe VII
 (-1391), co-margrave de Bade-Bade (1372-1391)
        │                       │
        │                       └─> 
Bernard Ier
 (1364-1431), co-margrave de Bade-Bade (1372-1391), margrave de Bade-Bade (1391-1431)
        │                           X(1) Marguerite d'Hohenberg (-1419)
        │                           X(2) Anne d'
Oettingen
 (1380-1436)
        │                           │
        │                           └2> 
Jacques Ier
 (1407-1453), margrave de Bade-Bade (1431-1453)
        │                               X 
Catherine de Lorraine
 (1407-1439)
        │                               │
        │                               ├─> 
Bernard II
 (1428-1458), co-margrave de Bade-Bade (1453-1458)
        │                               │
        │                               └─> 
Charles Ier
 (1425-1475), co-margrave (1453-1458), puis margrave de Bade-Bade (1458-1475)
        │                                   X 
Catherine d'Autriche
 (1420-1493)
        │                                   │
        │                                   └─> 
Christophe Ier
 (1453-1527), margrave de Bade-Bade (1475-1515)
        │                                       X Ottilie/Odile de 
Katzenelnbogen
 (1451-1517)
        │                                       │
        │                                       ├─> 
Philippe 
I
er
 (1478-1533), margrave de Bade-
Sponheim
 (1515-1533)
        │                                       │
        │                                       ├─> 
Bernard III
 (1474-1536), margrave de 
Bade-Bade
 (1515-1536)
        │                                       │   X 
Françoise de Luxembourg
 (-1566)
        │                                       │   │
        │                                       │   ├─> 
Christophe II
 (1537-1575), margrave de Bade-
Rodemarchern
 (1537-1575)
        │                                       │   │   X 
Cecilie de Suède
 (1540-1627)
        │                                       │   │   │
        │                                       │   │   ├─> 
Philippe III
 (1567-1620), margrave de Bade-Rodenheim (1575-1620)
        │                                       │   │   │
        │                                       │   │   └─> 
Édouard Fortunatus
 (1565-1600), margrave de Bade-Rodemarchern (1575-1596), margrave de Bade-Bade (1588-1596)
        │                                       │   │       X Marie de Eicken (-1636)
        │                                       │   │       │
        │                                       │   │       ├─> 
Hermann Fortunatus
 (1595-1665), margrave de Bade-Rodemarchern (1622-1664)
        │                                       │   │       │   X Antoinette de Criechingen (
Créhange
) (-1635)
        │                                       │   │       │   │
        │                                       │   │       │   └─> 
Charles-Guillaume
 (1627-1666), margrave de Bade-Rodemarchern (1664-1666)
        │                                       │   │       │
        │                                       │   │       └─> 
Guillaume
 (1593-1677), Régent de Bade-Bade (1622-1677)
        │                                       │   │           X Catherine-Ursule 
de Hohenzollern–Hechingen
 (1610-1640)
        │                                       │   │           │
        │                                       │   │           └─> 
Ferdinand-Maximilien
 (1625-1669)
        │                                       │   │               X 
Louise Christine de Savoie-Carignan
 (1627-1689)
        │                                       │   │               │
        │                                       │   │               └─> 
Louis-Guillaume
 (1655-1707), margrave de Bade-Bade (1677-1707)
        │                                       │   │                   X 
Sibylle Augusta de Saxe-Lauenbourg
 (1675-1733), régente de Bade-Bade (1707-1727)
        │                                       │   │                   │
        │                                       │   │                   ├─> 
Louis-Georges
 (1702-1761), margrave de Bade-Bade (1727-1761)           
        │                                       │   │                   │
        │                                       │   │                   └─> 
Auguste-George
 (1706-1771), margrave de Bade-Bade (1761-1771) (la sœur d'Auguste-Georges et Louis-Georges, 
Augusta
, épouse 
Louis
 
duc d'Orléans
 : arrière-grands-parents de 
Louis-Philippe
)
        │                                       │   │
        │                                       │   └─> 
Philibert
 (1536-1569), margrave de Bade-Bade (1536-1569)
        │                                       │       X 
Mathilde de Bavière
 (1532-1565)
        │                                       │       │
        │                                       │       └─> 
Philippe II
 (1559-1588), margrave de Bade-Bade (1569-1588)
        │                                       │
        │                                       └─> 
Ernest
 (1482-1552), margrave de 
Bade-Durlach
 (1515-1552), co-margrave de Bade-
Durlach
 (1552-1553)
        │                                           X(1) 
Élisabeth de Brandebourg-Ansbach
 (1494-1518)
        │                                           X(2) 
Ursule de Rosenfeld
 (--1538)
        │                                           │
        │                                           ├1> 
Bernard IV
 (1517-1553), co-margrave de Bade-Durlach (1552-1553) 
        │                                           │
        │                                           └2> 
Charles II
 (1529-1577), margrave de Bade-Durlach (1553-1572)
        │                                               X(1) 
Cunégonde de Brandebourg-Kulmbach
 (1523-1588)
        │                                               X(2) 
Anne de Pfalz-Veldenz
 (1540-1586), régente de Bade-Durlach (1577-1584)
        │                                               │
        │                                               ├2> 
Ernest-Frédéric
 (1560-1604), margrave de Bade-Durlach (1584-1604), margrave de Bade-Bade (1596-1604)
        │                                               │
        │                                               ├2> 
Jacques III
 (1562-1590), margrave de Bade-
Hachberg
 (1584-1590) 
        │                                               │   X Elisabeth de Cuilenbourg (de Culemborg-Pallandt) (1567-1620)
        │                                               │   │ 
        │                                               │   └─> 
Ernest-Jacques
, (1590-1591), margrave de Bade-Hachberg (1590-1591)
        │                                               │
        │                                               └2> 
Georges Frédéric
 (1573-1638), margrave de Bade-Durlach (1604-1622)
        │                                                   X(1) Juliane Ursule de Salm-Neufville (1572-1614 ; issue des 
Wildgraves et Rhingraves
 
de Salm
)
        │                                                   X(2) Agathe d'Erbach (1581-1621)
        │                                                   X(3) Elisabeth Stolz (-1652)
        │                                                   │
        │                                                   └1> 
Frédéric V
 (1594-1659), margrave de Bade-Durlach (1622-1659)
        │                                                       X(1) 
Barbara de Wurtemberg
 (1593-1627)
        │                                                       X(2) Éléonore de Salm-Laubach (1605-1633)
        │                                                       X(3) Élisabeth de Waldeck-Eisenberg (1608-1643)
        │                                                       │
        │                                                       └1> 
Frédéric VI
 (1617-1677)), margrave de Bade-Durlach (1659-1677)
        │                                                           X(1) 
Christine Madeleine de Wittelsbach-Deux-Ponts
 (-1662)
        │                                                           X(2) Jeanne Bayer (1636-1699)
        │                                                           │
        │                                                           └1> 
Frédéric VII
 (1647-1709), margrave de Bade-Durlach (1677-1709)
        │                                                               X 
Augusta Maria de Schleswig-Holstein-Gottorp
 (1649-1728)
        │                                                               │ 
        │                                                               ├─> 
Christophe
 (1684-1723)
        │                                                               │   X 
Marie Christine Felicitas de Leiningen-Heidesheim
 (1692-1734)
        │                                                               │   │ 
        │                                                               │   └─> 
Charles-Auguste
 (1712-1786), régent de Bade-Durlach (1738-1746)
        │                                                               │ 
        │                                                               └─> 
Charles III (Charles Guillaume)
 (1679-1738), margrave de Bade-Durlach (1709-1738)
        │                                                                   X 
Madeleine Wilhelmine de Wurtemberg
 (1677-1742)
        │                                                                   │
        │                                                                   └─> 
Frédéric
 (1703-1732)
        │                                                                       X Anne Charlotte de Nassau-Dietz-Orange (-1777)
        │                                                                       │
        │                                                                       └─> 
Charles 
I
er
 (Charles Frédéric)
 (1728-1811), margrave de Bade-Durlach (1746-1771), 
Prince-électeur de Bade
 (1803-1806), 
grand-duc de Bade
 (1806-1811)
        │                                                                            X(1) 
Caroline-Louise de Hesse-Darmstadt
 (1723-1783)
        │                                                                            X(2) Louise-Caroline Geyer von Geyersberg (1768-1820), créée comtesse von Hochberg
        │                                                                            │
        │                                                                            ├1> 
Charles Louis
 (1755-1801)
        │                                                                            │   X 
Amélie de Hesse-Darmstadt
 (1754-1832)
        │                                                                            │   │
        │                                                                            │   └─> 
Charles II (Charles Frédéric)
 (1786-1818), grand-duc de Bade (1811-1818) (Postérité : Roumanie, Belgique, Monaco)
        │                                                                            │
        │                                                                            ├1> 
Louis 
I
er
 (1763-1830), grand-duc de Bade (1818-1830)
        │                                                                            │
        │                                                                            └2> 
Léopold 
I
er
 (1790-1852), grand-duc de Bade (1830-1852)
        │                                                                                X 
Sophie de Suède
 (1801-1865)
        │                                                                                │
        │                                                                                ├─> 
Louis II
 (1824-1858), grand-duc de Bade (1852-1852)
        │                                                                                │
        │                                                                                └─> 
Frédéric 
I
er
 (1826-1907), régent de Bade (1852-1858), grand-duc de Bade (1858-1907)
        │                                                                                    X 
Louise de Prusse
 (1838-1923)
        │                                                                                    │
        │                                                                                    └─> 
Frédéric II
 (1857-1928), grand-duc de Bade (1907-1918)(sa sœur 
Victoria
 (1862-1930), épouse le roi 
Gustave V de Suède
).
        │
        │
        └─> 
Henri 
I
er
 (-1231), margrave de Bade-
Hachberg
 (1190-1231)
            X Agnès 
d'Urach
, régente de Bade-Hachberg (1231-1232)
            │
            └─> 
Henri II
 (-1297), margrave de Bade-Hachberg (1232-1290)
                X Anna de Üsenberg-Ketzingen (en 
Brisgau
) 
                │
                ├─> 
Henri III
 (-1330), margrave de Bade-Hachberg (1290-1330)
                │   X Agnès 
de Hohenburg

                │   │
                │   └─> 
Henri IV
 (-1369), margrave de Bade-Hachberg (1330-1369)
                │       X Anna d'Usenberg 
                │       │
                │       ├─> 
Othon 
I
er
 (-1386), margrave de Bade-Hachberg (1369-1386)
                │       │
                │       ├─> 
Jean
 (-1409), co-margrave de Bade-Hachberg (1386-1409)
                │       │
                │       └─> 
Hesso
 (-1410), co-margrave de Bade-Hachberg (1386-1409), margrave de Bade-Hachberg (1409-1410)
                │           X(1) Agnès de Geroldsech (-1339) 
                │           X(2) Margaretha 
de Tübingen
 (-1399)
                │           │ 
                │           └2> 
Othon II
 (-1418), margrave de Bade-Hachberg (1410-1415)
                │
                └─> 
Rodolphe 
I
er
 (-1313), margrave de Bade-
Sausenberg
 (1290-1313)
                    X Agnès 
de Rötlingen 
(Rothelin)

                    │
                    ├─> 
Henri
 (-1318), co-margrave de Bade-Sausenberg (1313-1318)
                    │
                    ├─> 
Othon
 (-1384), co-margrave de Bade-Sausenberg (1313-1384)
                    │
                    └─> 
Rodolphe II
 (-1352), co-margrave de Bade-Sausenberg (1313-1352)
                        X Catharina 
de Tierstein
 (-1385)
                        │
                        └─> 
Rodolphe III
 (1343-1428)), co-margrave de Bade-Sausenberg (1352-1384), margrave de Bade-Sausenberg (1384-1428)
                            X Anna 
de Fribourg
 (1374-)héritière de 
Neuchâtel
 ;
                            │
                            └─> 
Guillaume
 (1406-1473), margrave de Bade-Sausenberg (1428-1441)
                                X Elisabeth 
de Montfort
-
Brégence
 (1422-1458)
                                │
                                ├─> 
Hugues
 (-1441), co-margrave de Bade-Sausenberg (1441-1444)
                                │
                                └─> 
Rodolphe IV
 (-1487), co-margrave de Bade-Sausenberg (1441-1444), margrave de Bade-Sausenberg (1441-1487)
                                    X Margaretha 
de Vienne
 (1422-1458)
                                    │
                                    └─> 
Philippe
 (1452-1503), margrave de Bade-Sausenberg (1487-1503)
                                        X 
Marie de Savoie
 (1463-1513, petite-fille du roi 
Charles VII
)
                                        │
                                        └─> 
Jeanne
 (1485/1487-1543)épouse 
Louis d'Orléans
 
duc de Longueville
...
```